# Song Joong-ki
Song Joong-ki (en hangul, 송중기; Daejeon, 19 de septiembre de 1985) es un actor, presentador y modelo surcoreano. Se hizo conocido en su país de origen por la serie de televisión de ficción histórica Sungkyunkwan Scandal y por haber sido uno de los integrantes originales del programa de variedades Running Man en 2010. Desde entonces, destacan sus intervenciones en Descendientes del Sol, Arthdal Chronicles, Vincenzo y The Youngest Son of a Chaebol Family.

## Biografía
Nació en Daejeon, Corea del Sur, el 19 de septiembre de 1985, es actor, modelo y presentador.
Song participó en competiciones de pista corta de patinaje de velocidad. Representando su ciudad natal, la ciudad de Daejeon participó en los Juegos Nacionales tres veces y ganó premios en otros grandes encuentros. Durante su primer año de escuela secundaria, se lesionó y tuvo que abandonar el deporte (Song más tarde jugaría un patinador de velocidad nacional en la serie de televisión Triple). Luego volvió su atención a sus estudios. Habiendo anotado 380 puntos sobre 400 en su entrada a la universidad nacional, entró en la prestigiosa Universidad Sungkyunkwan y se graduó con una licenciatura en Administración de Empresas en 2012.
Se especializó en administración de empresas y minored en la radiodifusión. Apareció por primera vez en un programa de televisión como concursante en el Quiz Korea de KBS, sustituyendo a un sénior que estaba enfermo. Song finalmente ganó el segundo lugar. Esto le trajo una atención significativa y se convirtió en un modelo de portada para la revista universitaria College.
Comenzó a salir con la actriz surcoreana Song Hye-kyo, en julio de 2016. Se confirmó su relación en julio de 2017. Se anunció que la pareja se casaría el 31 de octubre del mismo año. En junio de 2019, a menos de dos años de su casamiento, se anunció que Joong-Ki había solicitado el divorcio, alegando diferencias en sus personalidades. Finalmente se divorciaron en julio del mismo año. El 26 de diciembre de 2022, se confirmó que Song estaba saliendo con una persona. El 30 de enero de 2023, Song anunció a través de su fancafé que se había casado con su novia, la exactriz británica Katy Louise Saunders que se encontraba ya embarazada de su hijo. El 14 de Junio del mismo año, anunció la llegada de su primer hijo, nacido en Roma, Italia El 8 de julio de 2024, la agencia de Song Joong-Ki anunció que sería padre por segunda vez un año después de su primer hijo.  El 21 de noviembre del mismo año anunció que su esposa había dado a luz a una niña también en Roma.   
Es buen amigo de Cha Tae Hyun  y Lee Kwang-soo.

## Carrera
En enero de 2020 se anunció que se había unido a la agencia HiSTORY D&C Entertainment (History D&C). Por siete años formó parte de la agencia Blossom Entertainment hasta diciembre de 2019.

### 2008-2011: Principios de carrera y avance
Song hizo su debut como actor en la película de 2008 A Frozen Flower. Al año siguiente, apareció en el segmento de intercambio de parejas «Believe in the Moment» de la película colectiva Five Senses of Eros y continuó asumiendo papeles pequeños pero notables en Triple y Will Snow para Navidad. Song también se convirtió en un anfitrión regular del programa de música KBS Friday Music Bank de 2009 a 2010. Posteriormente apareció en el drama médico de 2010 OB/GYN y la secuela de películas para animales Hearty Paws. El papel que lo catapultó a la fama fue el drama histórico de fusión Sungkyunkwan Scandal, donde interpretaba el papel de un playboy rico e indolente de la era Joseon del siglo XVIII. Song también se unió al elenco del programa de variedades Running Man de 2010 a 2011. El programa ganó popularidad entre los fanes de Hallyu y se convirtió en un éxito en Asia.
En mayo de 2011 más tarde lanzó el libro Beautiful Skin Project, una guía de salud y belleza más vendida para los hombres (que fue relanzado en Japón en 2013).  A finales de 2010, hizo una gira en bicicleta por Sídney, que transmitió dos episodios en televisión a través de ELLE, una rama de la revista de moda homónima. Además, un especial de televisión del viaje del actor a Japón titulado I'm Real: Song Joong ki emitió dos partes a principios de 2011.  Song más tarde se convirtió en un MC para el programa de audición jTBC Made in U. En 2011, Song interpteto a un deadbeat desempleado en la comedia romántica Penny Pinchers. Su actuación fue elogiada por los críticos, declarándolo "un hombre carismático, digno de desmayo, con una presencia viable". Song tomó el papel del joven rey Sejong en Deep Root Tree (2011). Song recibió el Premio de DP en el 2011 SBS Drama Awards para el papel. Más tarde narró el documental de seis partes Tears of the Antarctic para el programa de MBC Tears of the Earth (2012), que se centra en los problemas ambientales apremiantes en el planeta y donó todo su salario a la caridad.  Retomó su papel como narrador cuando la serie fue reeditada y lanzada en teatros como Pengi y Sommi (2012). Él más adelante se fue de gira de la reunión de la fan-llamada la reunión de la reunión de la fan de Song Joong-ki Asia - THRILL & LOVE, celebrando reuniones con sus fanes en Tailandia, Singapur, Taiwán y Corea del Sur.

### 2012-2015 principales funciones
En la conferencia de prensa de The Innocent Man, septiembre de 2012 Song describió 2012 como un "año fenomenal" para su carrera. Él interpretó el personaje principal en la película de romance y fantasía Werewolf Boy, que estrenó en el Toronto Internacional Film Festival de 2012.  En la preparación para su papel, Song miró documentales de la naturaleza y observó perros callejeros en las calles para aprender cómo mímico e imitar los movimientos del cuerpo de un animal. Él también miró en varias ocasiones la película de fantasía romántica 'Edward Scissorhands(2003)' de Tim Burton, la película de vampiros de Matt Reeves 'Let Me In(2010)', y Gollum en El Señor de los Anillos. Song dijo: "Fue un proyecto que tomé con la idea de que me estoy despediendo de los jóvenes yo ya no soy joven y es hora de que me convierta en un hombre". La película se convirtió en El melodrama coreano más exitoso de todos los tiempos, con más de 7 millones de entradas vendidas.
El mismo año, él interpretó su primer papel principal en el drama  de televisión, The Innocent Man. Su interpretación segura y matizada de un antihéroe recibió elogios de la crítica y la audiencia. El drama atrajo altas calificaciones, que junto con la impresionante taquilla de A Werewolf Boy, cimentó la imagen de Song en la prensa como el "salvador" del género del melodrama, tanto en la pantalla grande y pequeña. En febrero de 2013, después de que su contrato con la agencia de entretenimiento Sidus HQ expiró, Song anunció que se unirá a Blossom Entertainment. Antes de su alistamiento para su servicio militar obligatorio de dos años, Song celebró una reunión de fanes el 17 de agosto de 2013.

### 2016-presente: Popularidad
En marzo de 2016 hizo su  regreso a la pantalla chica en Descendientes del Sol junto a la actriz Song Hye Kyo, interpretando a un oficial militar. El drama alcanzó el 38,8% en la audiencia nacional y el 41,6% en la capital de Seúl. El éxito de la serie, especialmente en China, lo convirtió en el Embajador Honorario de Turismo Coreano por la Organización de Turismo de Corea para promover activamente el turismo coreano en todo el mundo. También fue incluido como uno de los 100 mejores Generación de Líderes, en el número 34. Se convirtió en el rostro de más de 30 marcas en 2016 por sí solo y fue uno de los destinatarios de la "Marca de Corea del Año".  A continuación, se embarcó en una serie de agotadas gira asiática que abarca 10 ciudades diferentes, donde se reunió con más de 60.000 aficionados.
En julio de 2018 se anunció que se había unido al elenco principal de la nueva serie Asadal.
En mayo de 2019 se anunció que se había unido al elenco principal de Lightning Ship, título inicial de la película que finalmente adoptó el de Space Sweepers.
El 20 de febrero de 2021 se unió al elenco principal de la serie Vincenzo, donde dio vida a Park Joo-hyung, más conocido como Vincenzo Cassano, un abogado italiano y líder de la mafia, hasta el final de la serie el 2 de mayo del mismo año.
En julio de ese mismo año se confirmó que se había unido al elenco principal de la serie The Youngest Son of a Chaebol Family (también conocida como "Chaebol Family’s Youngest Son"), donde interpretará a Yoon Hyun-woo, un hombre quien muere después de ser incriminado por malversación de fondos por parte de la familia del Grupo Sunyang a la que había permanecido leal y quien luego de renacer como el hijo menor de la familia, Jin Do-joon, comienza a trabajar para hacerse cargo de la empresa como venganza.

## Filmografía

### Series de televisión
| Año  | Título                               | Título original             | Personaje                         | Notas              | Ref.          |
| ---- | ------------------------------------ | --------------------------- | --------------------------------- | ------------------ | ------------- |
| 2007 | Get Karl! Oh Soo-jung                | 칼잡이 오수정               |                                   | Aparición especial |               |
| 2008 | Love Racing                          | 러브 레이싱                 |                                   | Aparición especial |               |
| 2008 | My Precious You                      | 내사랑 금지옥엽             | Jang Jin-ho                       |                    |               |
| 2009 | Triple                               | 트리플                      | Ji Poong-ho                       |                    |               |
| 2009 | My Fair Lady                         | 아가씨를 부탁해             |                                   | Aparición especial |               |
| 2009 | Will It Snow for Christmas?          | 크리스마스에 눈이 올까요?   | Han Ji-yong                       |                    |               |
| 2010 | OB & GY                              | 산부인과                    | Ahn Kyung-woo                     |                    |               |
| 2010 | Sungkyunkwan Scandal                 | 성균관 스캔들               | Koo Yong-ha                       |                    |               |
| 2011 | Deep Rooted Tree                     | 뿌리깊은 나무               | Yi Do                             |                    |               |
| 2012 | The Innocent Man                     | 세상 어디에도 없는 착한남자 | Kang Ma-roo                       |                    |               |
| 2016 | Descendientes del sol                | 태양의 후예                 | Yoo Si-jin                        |                    | [ 18 ]        |
| 2016 | The Sound of Heart                   | 마음의 소리                 |                                   | Aparición especial | [ 19 ]        |
| 2017 | Man to Man                           | 맨투맨                      |                                   | Aparición especial |               |
| 2019 | Arthdal Chronicles                   | 아스달 연대기               | Eun Seom                          |                    |               |
| 2021 | Vincenzo                             | 빈센조                      | Park Joo-hyung (Vincenzo Cassano) | 20 episodios       |               |
| 2022 | The Youngest Son of a Chaebol Family | 재벌집 막내아들             | Yoon Hyun-woo                     |                    | [ 20 ]        |
| 2022 | Las hermanas                         | 작은 아씨들                 | Empleado de una zapatería de lujo | Aparición especial | [ 21 ] [ 22 ] |
| 2024 | La reina de las lágrimas             | 눈물의 여왕                 | Vincenzo Cassano                  | Aparición especial | [ 23 ]        |
| —    | Mi juventud                          | 나의 청춘                   |                                   |                    | [ 24 ]        |

### Películas
| Año  | Título                                  | Título original          | Personaje      | Notas                 | Ref.          |
| ---- | --------------------------------------- | ------------------------ | -------------- | --------------------- | ------------- |
| 2008 | A Frozen Flower                         | 쌍화점                   | Noh Tak        |                       |               |
| 2009 | Five Senses of Eros                     | 오감도                   | Yoo Jae Hyuk   |                       |               |
| 2009 | The Case of Itaewon Homicide            | 이태원 살인사건          | Jo Jong Pil    |                       |               |
| 2010 | Hearty Paws 2                           | 마음이 2                 | Dong Wook      |                       |               |
| 2011 | Penny Pinchers                          | 티끌모아 로맨스          | Chun Ji Woong  |                       |               |
| 2011 | Río                                     | 리오                     | Blu            |                       | [ n 1 ]       |
| 2012 | Pengi and Sommi                         | 황제펭귄 펭이와 솜이     | Narrador       |                       |               |
| 2012 | The Grand Heist                         | 바람과 함께 사라지다     | Jung Goon      |                       |               |
| 2012 | A Werewolf Boy                          | 늑대소년                 | Chul Soo       |                       | [ 25 ]        |
| 2017 | The Battleship Island                   | 군함도                   | Park Moo Young |                       | [ 26 ] [ 27 ] |
| 2021 | Barrenderos espaciales                  | 승리호                   | Tae-ho         |                       | [ 28 ]        |
| 2023 | Hopeless                                | 화란                     | Chi Geon       |                       | [ 29 ]        |
| 2024 | Me llamo Loh Kiwan                      | 로기완                   | Loh Kiwan      |                       | [ 30 ] [ 31 ] |
| 2024 | Bogotá: Tierra de últimas oportunidades | 보고타: 마지막 기회의 땅 | Guk-hee        | Rodada en 2020 y 2021 | [ 32 ] [ 24 ] |

### Programas de variedades
| Año                           | Programa    | Notas                                                               |
| ----------------------------- | ----------- | ------------------------------------------------------------------- |
| 2010 - 2011, 2015, 2016, 2017 | Running Man | (ep. #66, 71, 97, 251, 283, 342) - invitado (ep. #1 – 41) - miembro |
| 2016                          | Happy Camp  | invitado                                                            |

### Presentador
| Año  | Evento                                 | Notas                    |
| ---- | -------------------------------------- | ------------------------ |
| 2021 | 2021 MAMA (2021 Mnet Music Awards)     | presentador de categoría |
| 2021 | 26th Busan International Film Festival | co-anfitrión             |
| 2020 | 2020 Mnet Asian Music Awards (MAMA)    | [ 35 ]                   |

### Aparición en videos musicales
- Poisonous Tongue de Tei (2009).
- Men Are All Like That de Kim Jong Kook (2012).[36]
- Happen de Heize (2021).[37][38][39]

### Endorsos
- CJ Onstyle (2021-) - Imagen de la marca.[40]

### Revistas / sesiones fotográgicas
- GQ Korea Magazine (2021)[41]

## Premios y nominaciones
| Año  | Premio                               | Categoría                                       | Trabajo                | Resultado | Ref.          |
| ---- | ------------------------------------ | ----------------------------------------------- | ---------------------- | --------- | ------------- |
| 2021 | 42nd Blue Dragon Film Award          | Premio Estrella popular                         | -                      | Ganador   | [ 42 ]        |
| 2021 | 26th Chunsa Film Art Award           | Mejor actor                                     | Barrenderos espaciales | Ganador   | [ 43 ]        |
| 2021 | 16th Seoul International Drama Award | Mejor actor coreano                             | Vincenzo               | Ganador   | [ 44 ]        |
| 2021 | 2021 Brand Of The Year Award         | Actor del año                                   | -                      | Ganador   | [ 45 ]        |
| 2021 | 57th Baeksang Arts Award             | Mejor actor                                     | Vincenzo               | Nominado  | [ 46 ] [ 47 ] |
| 2021 | Brand Customer Loyalty Award         | Mejor actor (cine)                              | -                      | Ganador   | [ 48 ] [ 49 ] |
| 2022 | APAN Star Awards                     | Gran Premio (Daesang)                           | Vincenzo               | Ganador   | [ 50 ]        |
| 2022 | APAN Star Awards                     | Premio a la gran excelencia, actor en miniserie | Vincenzo               | Nominado  | [ 51 ]        |
| 2022 | APAN Star Awards                     | Premio Estrella popular                         | Vincenzo               | Nominado  | [ 52 ]        |
| 2022 | APAN Star Awards                     | Mejor pareja (con Jeon Yeo-been)                | Vincenzo               | Nominados | [ 52 ]        |

| Año | Premio |  | 2010 | Variety New Star- 4th Annual DramaFever Award-Running man" |  |

| Año | Premio |  | 2010 | "KBS Drama AwardsPremio Popularidad (Sungkyunkwan Scandal)" |  |

| Año | Premio |  | 2011 | "KBS Drama Awards: Premio Mejor Pareja con Yoo Ah In (Sungkyunkwan Scandal)" |  |

| Año | Premio |  | 2012 | SBS Drama Awards: Premio PD (Tree with Deep Roots)" |  |

| Año | Premio |  | 2012 | KBS Drama Awards: Mejor Actor (Innocent Man)" |  |

| Año | Premio |  | 2012 | KBS Drama Awards: Premio de los Internautas (Innocent Man)" |  |

| Año | Premio |  | 2012 | KBS Drama Awards: Premio Mejor Pareja con Moon Chae Won (Innocent Man)" |  |

| Año | Premio |  | 2012 | 20th Korean Culture and Entertainment Awards: Mejor Actor en un Drama |  |

| Año | Premio |  | 2012 | K-Drama Star Awards: Premio a la Excelencia - Actor (Innocent Man)" |  |

| Año | Premio |  | 2016 | "Popular Culture and Arts Awards: Premio del Presidente" |  |

| Año | Premio |  | 2016 | "Korea Drama Awards: Mejor pareja junto a Song Hye Kyo (Descendants of the Sun)" |  |

| Año | Premio |  | 2016 | "APAN Star Awards: Best APAN Star Award (Descendants of the Sun)" |  |

| Año | Premio |  | 2016 | " APAN Star Awards: Mejor Pareja junto a Song Hye Kyo (Descendants of the Sun)" |  |

| Año | Premio |  | 2016 | "APAN Star Awards: Gran Premio (Daesang) (Descendants of the Sun)" |  |

| Año | Premio |  | 2016 | "Seoul Drama Awards: Mejor Actor (Descendants of the Sun)" |  |

| Año | Premio |  | 2016 | "PaekSang Arts Awards: Premio iQuiyi Global Star (Descendants of the Sun)" |  |

| Año | Premio |  | 2016 | "PaekSang Arts Awards: Premio al Actor más Popular en dramas (Descendants of the Sun)" |  |

| Año | Premio |  | 2016 | "KBS Drama Awards: Mejor Pareja Asia junto a Song Hye Kyo (Descendants of the Sun)" |  |

| Año | Premio |  | 2016 | "KBS Drama Awards: Mejor Pareja junto a Song Hye Kyo (Descendants of the Sun)" |  |

| Año | Premio |  | 2016 | "KBS Drama Awards: Daesang (Descendants of the Sun)" |  |